# 4996 Вейсберг
4996 Вейсберг (4996 Veisberg) — астероїд головного поясу, відкритий 11 серпня 1986 року.
Тіссеранів параметр щодо Юпітера — 3,396.